# 差動符号化
差動符号化（さどうふごうか）は、デジタル通信における符号化方式である。

## 概要
デジタル変調して送ろうとするデジタルデータを、そのまま振幅・周波数・位相に対応させるのではなく、連続したデジタルデータの隣符号との変化（差分）を振幅・周波数・位相に対応させる。主に位相偏移変調(PSK)で使われる。

### 利点
- 遅延検波が適用出来る。
- 搬送波再生において、絶対位相が確定出来ない（例えば、BPSKで信号を2逓倍（入力信号の周波数を2倍にすること）して搬送波再生した場合、位相が「 0 」か「 π 」かがわからない）が、差動符号化されていれば問題とはならない。

### 欠点
- 伝送路のノイズ等で、1ヶ所の符号誤りが発生すると、次の符号も誤ってしまう。したがって、BERも悪くなる。

## 実用例
PDC方式携帯電話やPHSなど、極めて一般的に使われている。